# ساعت فیل

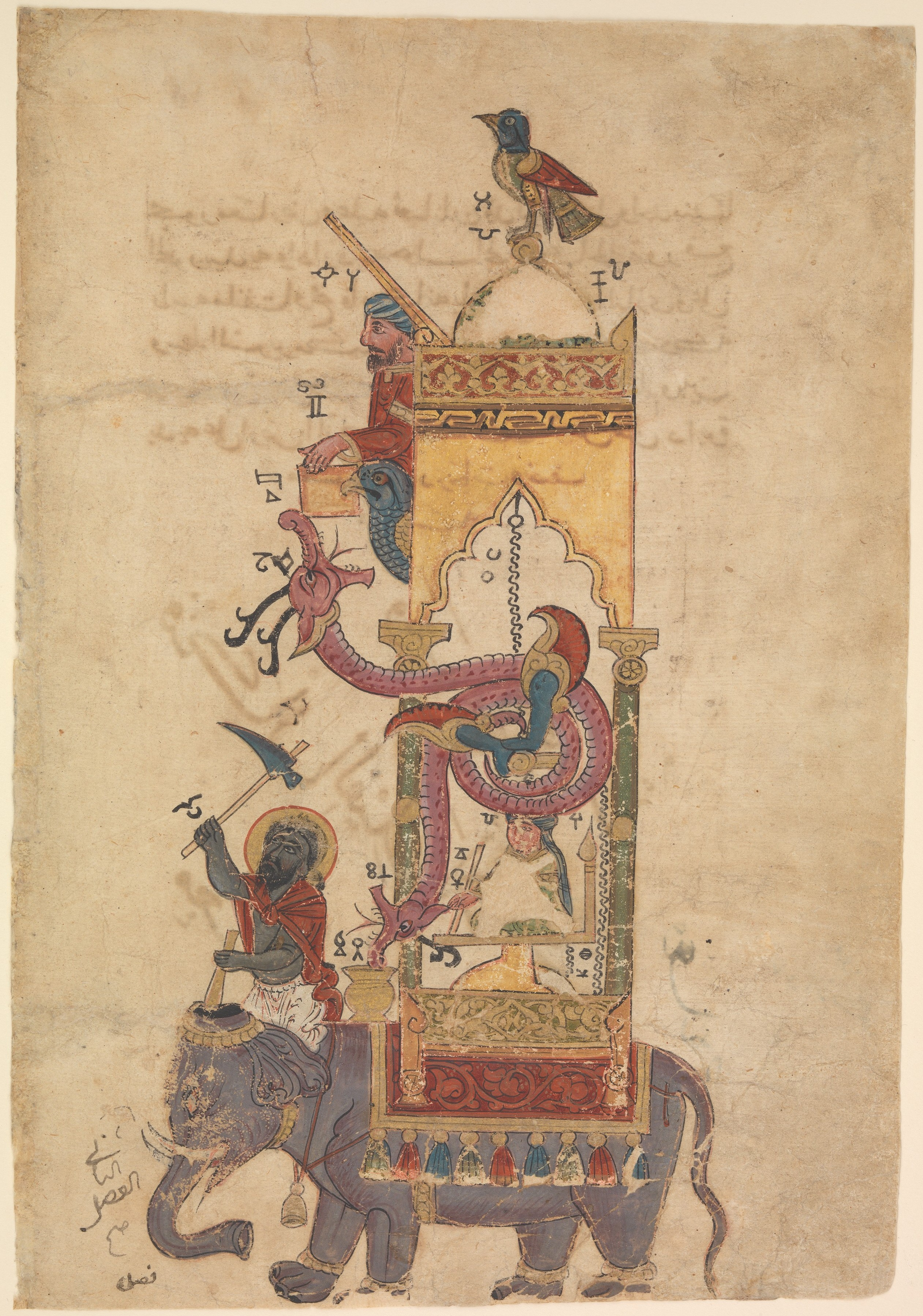
برگی از کتاب دانش دستگاه‌های مکانیکی هوشمند که چگونگی کارکرد «ساعت فیل» را به‌تصویر کشیده‌است.

ساعت فیل یک ساعت پیچیده بود که توسط بدیع‌الزمان جزری، همه‌چیزدان و ساعت‌ساز اهل ایرانِ قدیم طراحی شد. این ساعت  که نحوهٔ کارکردش ۷ مرحله داشت، دارای قسمت‌های پیچیده زیادی بود و با استفاده از مکانیزم آب کار می‌کرد.

## نحوهٔ کارکرد سازوکار ساعت
۱. بدن فیل یک مخزن آب را پنهان می‌کند که حاوی یک کاسه با یک سوراخ در پایین آن است.
۲. همان‌طور که کاسه به آرامی غرق می‌شود، طناب‌هایی را می‌کشد که کاتب و قلم او را حرکت می‌دهد تا تعداد دقایق گذشته از ساعت را نشان دهد.
۳. هر نیم ساعت، کاسهٔ آب پر می‌گردد و باعث می‌شود که توپ از قسمت قلعه در بالای ساعت بیفتد، همراه با صدا و حرکت ققنوس.
۴. توپ به یک فن برخورد می‌کند ، شماره‌گیری نقره‌ای و سیاه را می‌چرخاند تا تعداد ساعاتی از طلوع آفتاب را نشان دهد.
۵- سلطان بازوهای خود را حرکت می‌دهد تا یک شاهین را نشان دهد و توپ از منقار خود بیرون می‌زند.
۶. اژدهای چینی توپ را می‌گیرد و پایین می‌آید ، روی یک چرخش می‌چرخد و کاسه آب را به سمت بالا می‌کشد.
۷. سرانجام، توپ به داخل گلدانی می‌افتد که باعث ایجاد حرکت پتک فرد سواره بر فیل می‌شود، که به یک سنج اصابت می‌کند و هم‌چنین باعث انحراف رگ می‌شود و کل چرخه را دوباره شروع می‌کند.